# Records (cançó)
«Records» és una cançó de la banda estatunidenca Weezer, que es va publicar el 16 de juny de 2022 com a primer senzill de l'EP SZNZ: Summer.
Es va estrenar en directe al programa de televisió estatunidenc Jimmy Kimmel Live! el 20 de junyt de 2022. A finals de l'estiu van publicar una remescla del senzill amb la participació de la rapera israeliana Noga Erez.
La cançó inclou un mètode únic per escoltar-la mitjançant una aplicació per a telèfons intel·ligents anomenada anomenada "Human Record Player" que reprodueix la cançó mentre es gira físicament en el sentit de les agulles del rellotge, simulant un tocadiscs.

## Llista de cançons
| Núm. | Títol     | Durada |
| ---- | --------- | ------ |
| 1.   | «Records» | 3:28   |